# سفارت ایران در ارمنستان
سفارت جمهوری اسلامی ایران در ارمنستان در آوریل ۱۹۹۲ (اردیبهشت ۱۳۷۱) در ایروان، پایتخت جمهوری ارمنستان گشایش یافت. بخش کنسولی نیز در ساختمان سفارتخانه واقع گردیده و وظایف متعددی از جمله صدور ویزا برای اتباع بیگانه، امور سجلی و شناسنامه ای، امور دانشجویی، امور زندانیان، امور اسناد و امور ایرانیان در راه مانده را بر عهده دارد.

## موقعیت مکانی
این سفارتخانه در شمال شهر ایروان بنا شده و دسترسی به آن از دو خیابان اصلی کومیتاس و نائیری زاریان امکان‌پذیر است. ساختمان سفارتخانه جنب ساختمان شهرداری ناحیه آرابکیر و پارک واهاگن داوتیان واقع شده‌است.